# IRF4
IRF4 o factor 4 regulador del interferón, es una proteína humana codificada por el gen del mismo nombre y que pertenece al grupo de proteínas conocidas como factores de regulación del interferón. El nombre es un acrónimo formado por las iniciales de su denominación en inglés (Interferon Regulatory Factor 4). El gen que codifica esta proteína se encuentra situado en el cromosoma 6 humano (6p25-p23). Determinadas variantes de este gen se asocian a ciertos rasgos relacionados con la pigmentación de piel y pelo: sensibilidad de la piel a la exposición solar, aparición prematura de canas, pecas en la piel, ojos azules y color de cabello castaño.